# Conquête de Tunis (1534)
Pour les articles homonymes, voir Bataille de Tunis.
La conquête de Tunis se déroule le 16 août 1534, lorsque Khayr ad-Din Barberousse s'empare de la ville de Tunis au détriment du sultan hafside Abû `Abd Allâh Muhammad V al-Hasan.

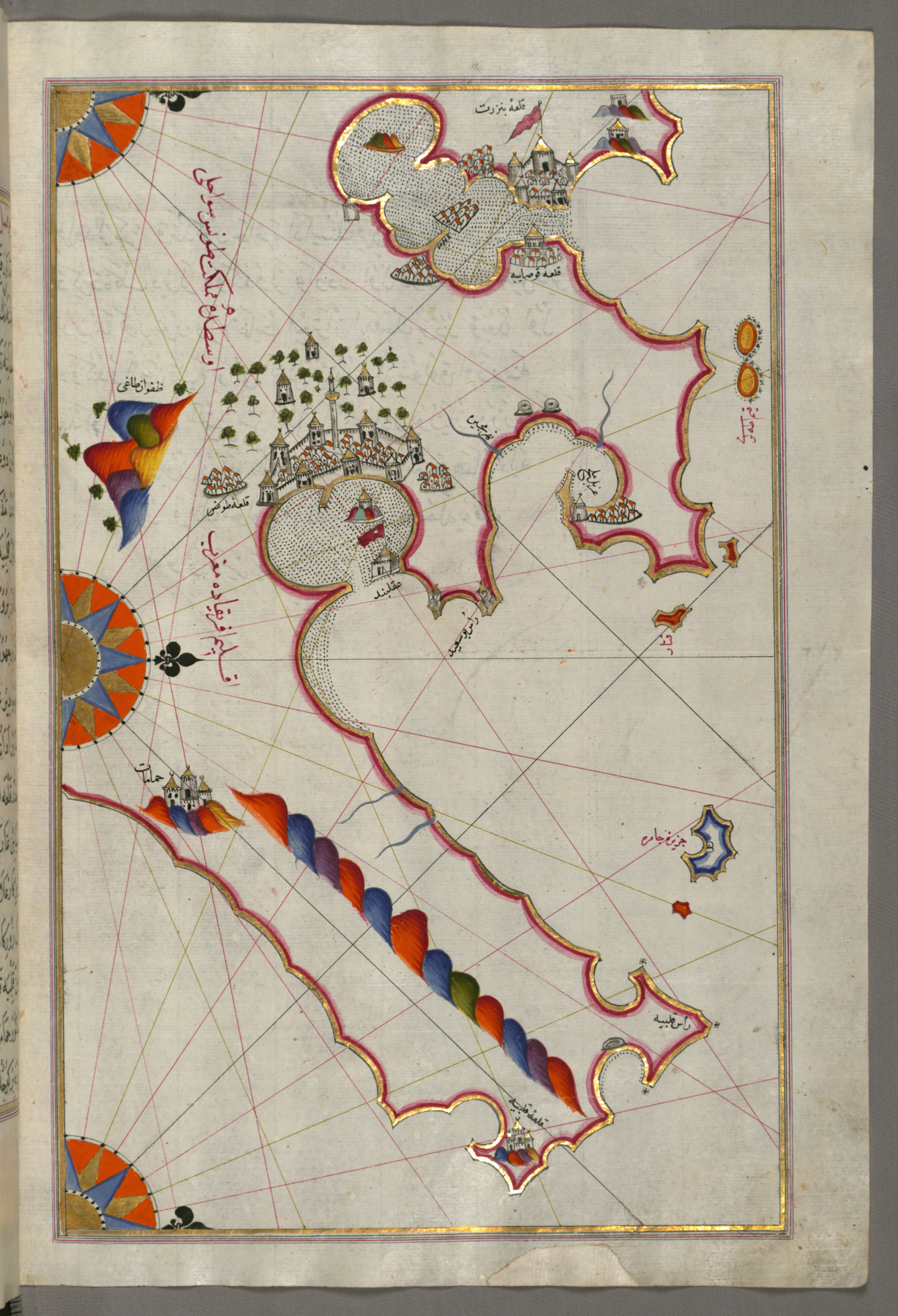
Carte historique de Tunis par Piri Reis, Walters Art Museum.

En 1533, Soliman le Magnifique ordonne à Khayr ad-Din Barberousse, qu'il a convoqué à Constantinople, la construction d'une grande flotte de guerre dans l'arsenal d'Istanbul. Au total, 70 galères sont construites au cours de l'hiver 1533-1534 et manœuvrées par des esclaves rameurs, dont 1 200 chrétiens. Avec cette flotte, Barberousse conduit des raids agressifs le long de la côte de l'Italie, jusqu'à ce qu'il arrive à Tunis le 16 août 1534, dont il expulse le souverain local, jusque-là soumis aux Espagnols, le sultan hafside Abû `Abd Allâh Muhammad V al-Hasan.
Barberousse y établit ainsi une solide base navale qui pourrait être utilisée pour les raids dans la région. Tunis est en effet un lieu d'importance stratégique qui contrôle le passage entre le bassin occidental méditerranéen et le bassin oriental.
En 1535, cependant, à la demande d'Abû `Abd Allâh Muhammad V al-Hasan, l'empereur espagnol Charles Quint monte une contre-offensive et reprend la ville. Les Maures, qui avaient jusque-là combattu les Ottomans, s'allieront avec eux contre les Espagnols et Muhammad V al-Hasan.